# Русификация Прибалтики
Русификация Прибалтики (латыш. Baltijas pārkrievošana, эст. Baltimaade venestamine, лит. Baltijos rusifikacija) — политика русификации населения Прибалтийских губерний во второй половине XIX века в Российской Империи, с силой закона в государственном управлении, судах и образовательные учреждения, использующие русский язык, тем самым заменив здесь ранее доминирующий немецкий язык. В 1893 году Динабург был переименован в Двинск, а Дерпт — в Юрьев.

## Основание балтийских провинций
По итогу Северной войны и раздела Речи Посполитой на новообразованных под властью Российской империи Остзейских губерниях были распространены немецкий и другие языки местных народов. К первой половине XIX века на этих территориях жило также около 25 000 старообрядцев, однако они не были лояльны к империи, а остальное русское население составляло всего около 10 тысяч, состоящих из купцов, госслужащих, таким образом в регионе русский язык не имел широкого распространения. Губернии исторически унаследовали автономное законодательство и двойное правительство, где провинции управлялись параллельно сильным местным парламентом (ландтагом) и центральными властями.

## Русификация Латгалии и Литвы
После присоединения к Российской империи Латгалия была переименована в Двинскую провинцию (Псковская губерния), а в 1796 году вошла в состав Белорусской губернии. На территории современной Литвы и северо-западной Беларуси в 1797 году была образована Литовская губерния, которая была разделена в 1801 году, образовав Литовско-Виленскую губернию и Гродненскую губернию .
До 1831 года земли бывшей Речи Посполитой управлялись на основании литовских статутов, но после польского восстания здесь были введены обычные для Российской империи законы. В 1832 году был издан приказ закрыть все католические монастыри и изгнать монахов. В Латгалии были закрыты приходские школы Вилани и Аглоны, а также Краславская духовная семинария. В 1842 году из 7 уездов Виленской губернии была образована Ковенская губерния. Обучение в школах Латгалии и Литвы должно было проходить на русском языке.
Уже в 1865 году латышам из Латгалии запретили печатать книги привычной латиницей. С 1871 по 1904 год в Латгалии было запрещено не только печатать, но и распространять книги на латышском языке. Литовское написание было изменено аналогичным образом, и его использование было ограничено до 1904 года.

## Русификация Лифляндской, Курляндской и Эстляндской губерний

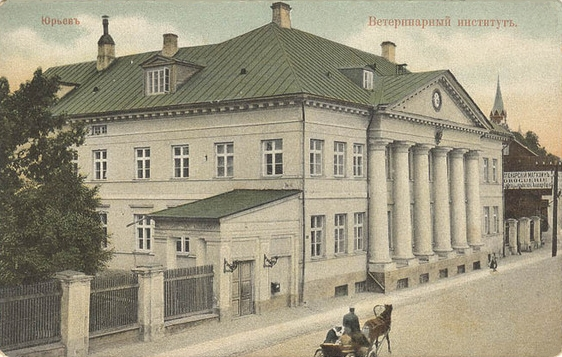
Во время русификации Дерптский ветеринарный институт был переименован в Юрьевский ветеринарный институт.

Постановление от 25 апреля 1875 года о лютеранских народных средних школах в Курляндии, Эстляндии и Лифляндии предусматривало, что преподавание русского языка в приходских школах будет обязательным и должно быть введено через 5 лет (уже в 1882 году в 790 из 1085 лютеранских приходских школ в Видземе преподавали русский язык). Тогда же появились школы с исключительно русским языком обучения (в 1882 году таких школ было 13 в латышской части Видземе и в Курземе, а также 8 начальных школ и гимназий). Рижская Александровская гимназия и Рижская женская гимназия имени М. В. Ломоносова были первыми, их открыли в 1868 году.

## Усиление русификации (1885—1905)
С приходом к власти императора Александра III в 1881 году внутренняя политика Российской империи привела к повторной русификации национальных окраин с целью интеграции их в империю на основе «основополагающих принципов национального единства» Русификация охватила всех жителей прибалтийских провинций: балтийских немцев, латышей и эстонцев. Государственный секретарь А. Половцов записал в дневнике: «Преследуют все, что не соответствует образу Великой России; Немцы, поляки, финны, евреи, мусульмане — все воспринимаются как враждебные России».
В 1888 году была введена структура российской государственной полиции, а в 1889 году началось внедрение имперской системы правосудия. В то же время русский язык был введён как основной язык в работе полиции и суда. В случае незнания русского языка лица, участвующие в деле, могли заявлять устные ходатайства и давать объяснения на местном языке. С 1885 по 1890 год русский язык был введён в качестве обязательного языка во всех школах и университетах прибалтийских губерний. Установлено, что в народных школах все предметы, кроме религии и церковного пения, должны преподаваться на русском языке. В 1889 году Берзайнская гимназия и гимназия Вильянди, поддерживаемые Лифляндским рыцарством, также были вынуждены перейти с немецкого на русский язык обучения, который они отвергли, поэтому в 1892 году эти гимназии были закрыты.
Николай Лавровский был назначен куратором Дерптского уезда в 1890 году, и с новым куратором тенденции русификации усилились, русский язык преподавался по всем предметам с первого года обучения, а учителей, которые не могли учить русский язык, пришлось уволить. За то, что они говорили по-латышски, детей наказывали унижением — на шее носили особый знак стыда, доску стыда/наказаний, медаль стыда/наказания и др., пока наказанный не покажет другого, который в школе говорил по-латышски.
Имперское правительство способствовало миграции русских в прибалтийские губернии посредством законодательства (облегчение приобретения государственной земли и т. д.). Практически не было русских среди крупных землевладельцев в Латвии, очень мало русских крестьян в Лифляндии и Курляндии, но количество русских рабочих, а также государственных и судебных служащих, учителей резко росло. Многие военнослужащие и члены их семей поселились в Остезийских губерниях, потому что большая часть войск находилась на территории современной Латвии, а часть флота Балтийского моря базировалась в военном порту, созданном в Либаве.
К 1897 году в Риге было 15,8 % русских, но через шестнадцать лет их доля выросла до 19,3 % от общей численности населения города.
Царское правительство планировало поселить в Курляндию несколько сотен тысяч переселенцев. Эмиграция латвийских и эстонских фермеров в Россию была облегчена всеми способами, включая выделение земли. Обширные меры колонизации были прерваны Первой мировой войной и провозглашением независимых государств.